# Ukemochi
Ukemochi (保食神, Ukemochi-no-kami), também chamada de Ōgetsuhime (大宜都比売神, Ōgetsuhime-no-kami) ou Toyouke (豊受姫神, Toyouke-hime-no-kami), é uma deusa xinto japonesa criadora da fauna e flora, provedora das substâncias vitais através da sua própria morte. O seu nome significa "o Génio da Comida". Detém a seu cargo a tutela dos alimentos. Quando foi morta por Tsukuyomi, tornou-se responsável pela criação de coisas comestíveis de grande utilidade. O cavalo e a vaca surgiram da cabeça do seu cadáver; das sobrancelhas nasceram os bichos-da-seda; dos seus olhos grama de panicum; do seu abdómen o arroz; etc. Em algumas lendas, Ukemochi é também referida como sendo esposa de Inari Ōkami, e noutras como o próprio Inari.
Segundo a lenda relatada em Nihon shoki ("Crónicas do Japão"), Amaterasu, deusa do sol, enviou os seu irmão Tsukuyomi, deus da lua, à terra para visitar Ukemochi no Kami em sua representação. Um banquete foi organizado pela deusa dos alimentos, Ukemochi. Em celebração, a deusa da comida ofereceu-lhe arroz cozido de teria sido feito com a sua boca e o seu nariz; voltando-se para o mar, regurgitou todas as espécies de peixes e, voltando-se para a terra, continuara o jogo de desengolir. Num banquete, Ukemuchi ofereceu esses alimentos a Tsukuyomi, contudo este ficou de tal forma desagradado com o vómito da deusa que acabou desembainhar a sua espada e matar Ukemochi.
Quando regressou ao céu, Amaterasu teve conhecimento do crime cometido pelo seu irmão e ficou extremamente irritada, recusando-se voltar a vê-lo. Desde então, os irmão vivem separados, alternando-se no céu. Por este motivo o dia sempre segue a noite.
Todavia, a morte de Ukemochi não foi em vão, pois do cadáver da deusa nasceram os "cinco cereais": nos seus olhos surgiu a grama de panicum, do seu abdómen cresceram sementes de arroz, nos seus ouvidos o milho, nos seus genitais o trigo e feijão e no seu reto a soja; das sobrancelhas nasceram os bichos-da-seda; O deus Kami-musubi ordenou então recolher e semear estas sementes, para o bem dos mortais. Amaterasu semeou os grãos para uso futuro da humanidade e, colocando os bichos-da-seda na sua boca, concedeu o papel aos bichos e começara assim a arte da sericicultura — o fabrico da seda.
Relatos ainda mais antigos de Kojiki ("Registros de Assuntos Antigos") atribuem a culpa da morte de Ukemuchi a Susanoo, o deus do mar de das tormentas, e não a Tsukuyomi.